# Husby, Gamla Uppsala socken
Husby är en by i Gamla Uppsala socken, Uppsala kommun.
Byn omtalas första gången i ett brev från omkring 1200 då ärkebiskop Olof skänkte huvudgården ('mansionem') i Husby ('Hwsseby') till domkapitlet i Uppsala. 1540-1568 omfattar byn två mantal kronojord, oklart när kronan kommit över byn. I ett troligen på något sätt felaktigt dokument från 1538 anges Uppsala helgeandshus äga två mantal i Husby.